# Thierry Fondelot
 (août 2025).
Si vous disposez d'ouvrages ou d'articles de référence ou si vous connaissez des sites web de qualité traitant du thème abordé ici, merci de compléter l'article en donnant les références utiles à sa vérifiabilité et en les liant à la section « Notes et références ».
Thierry Fondelot, né le 19 juin 1970, est un ancien footballeur martiniquais, reconverti dans la politique.

## Biographie
Milieu de terrain ou attaquant, Thierry Fondelot est international martiniquais. Il remporte la Shell Caribbean Cup 1993, lui permettant de disputer la Gold Cup 1993, une première pour la Martinique. Lors de cette compétition, il ne joue pas lors de la défaite contre le Mexique, mais il joue en tant que remplaçant contre le Canada et inscrit un but à la 86e minute, permettant d'obtenir le match nul (2-2). Il est titulaire lors du match suivant, mais la sélection est éliminée au premier tour. Il est ensuite finaliste de la Shell Caribbean Cup 1994, battu en finale par Trinité-et-Tobago, même s'il inscrit un but. Il remporte la Coupe de l'Outre-Mer 2010 avec la sélection, sans pourtant marquer.
Il effectue sa carrière au Golden Star (1992-2003) et à l'Aiglon du Lamentin (2004-2012). Le 16 novembre 2014, il est toujours capitaine de l'Aiglon du Lamentin et dispute le 7e tour de la Coupe de France de football à Cholet (défaite 2-0).
En politique, il est député suppléant, conseiller régional et président de la Commission Sports en Martinique.